# ژنتیک کمی
ژنتیک کمی شاخه‌ای از ژنتیک جمعیت است که در ارتباط با فنوتیپ‌هایی است که به طور مداوم تغییر می‌کنند (در ویژگی‌هایی مثل ارتفاع یا جرم)—برخلاف فنوتیپ‌هایی قابل شناسایی به صورت گسسته و مولد ژن (مانند رنگ-چشم).
هر دو شاخه با استفاده از فرکانس‌های آلل‌های مختلف از یک ژن در تولید مثل جمعیت (gamodemes) و ترکیب آنها با مفاهیم ساده وراثت مندلی به منظور تحلیل الگوهای وراثت در سراسر نسل و همچنین نوادگان می‌پردازد. در حالی که ژنتیک جمعیت می‌تواند روی یک ژن خاص و محصولات سوخت و ساز آن تمرکز کند، ژنتیک کمی تمرکز بیشتری روی بر روی فنوتیپ ظاهری و خلاصه تنها از زمینه ژنتیک است.
cov(FS) = pq a2 + p2 q2 d2 = ½ s2A + ¼ s2D , with no dominance having been overlooked. : 132–141  : 134–147 

## Meiosis determination - reproductive path analysis
(a) {\displaystyle {r_{G_{XY}}}={{cov{G_{XY}}} \over {\sqrt {\sigma _{G_{X}}^{2}\sigma _{G_{Y}}^{2}}}}}
(b) {\displaystyle {r_{A_{XY}}}={{cov{A_{XY}}} \over {\sqrt {\sigma _{A_{X}}^{2}\sigma _{A_{Y}}^{2}}}}}
(c) {\displaystyle {r_{a_{XY}}}={{cov{a_{XY}}} \over {\sqrt {\sigma _{a_{X}}^{2}\sigma _{a_{Y}}^{2}}}}}
{\displaystyle {r_{E_{XY}}}={{cov{E_{XY}}} \over {\sqrt {\sigma _{E_{X}}^{2}\sigma _{E_{Y}}^{2}}}}}

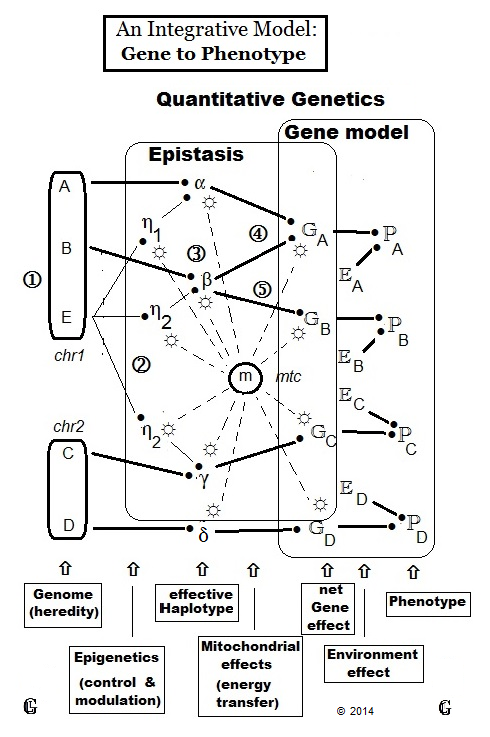
منابع ویژگی همبستگی.

The metabolic pathways from gene to phenotype are complex and varied, but the causes of correlation amongst attributes lie within them. An outline is shown in the Figure to the right.

## دلایل مشخص همبستگی
- لینچ M & Walsh B (1998). ژنتیک و تجزیه و تحلیل صفات کمی. Sinauer ساندرلند، MA.
- راف، دا (۱۹۹۷). تکاملی، ژنتیک کمی. Chapman & Hall, New York.
- Seykora تونی. علوم دامی ۳۲۲۱ حیوانات پرورش است. Tech. مینیاپولیس: دانشگاه مینه سوتا در سال ۲۰۱۱. نسخه قابل چاپ.